# Budynek administracyjny Stacji Uzdatniania Wody w Iławie
Budynek administracyjny Stacji Uzdatniania Wody w Iławie – zabytkowy budynek w Iławie.
Obiekt, będący częścią zespołu budynków stacji wodnej, został ukończony w 1905. Wzniesiono go w stylu neogotyckim z nietynkowanej cegły na kamiennych fundamentach na planie prostokąta. Pięć środkowych osi budynku zajmuje ryzalit. Otwory okienne i drzwiowe zwieńczone są łukiem odcinkowym. Dach dwuspadowy był wcześniej kryty dachówką, zaś obecnie blachą. Szczyt budynku zdobią sterczyny.
Budynek wpisany jest do rejestru zabytków pod numerem A-4498 z 4.2.2008. 